# Pichincha

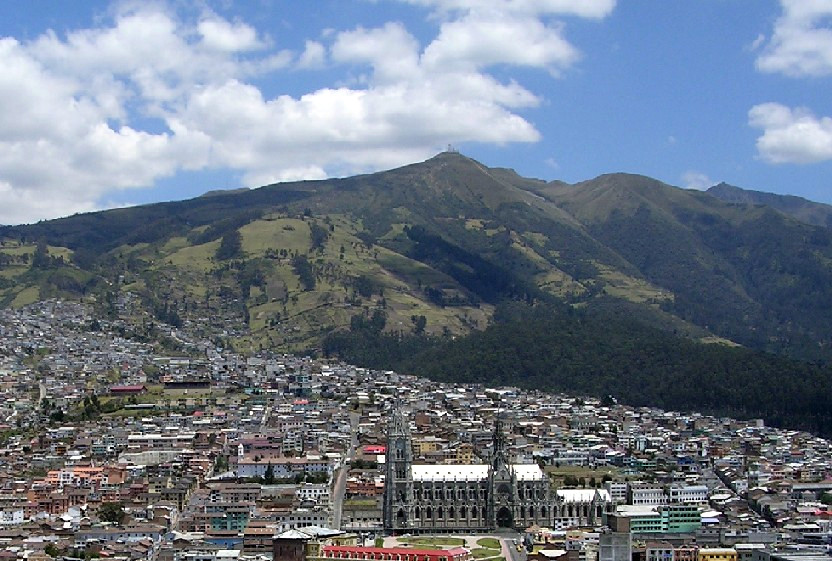
Pichincha

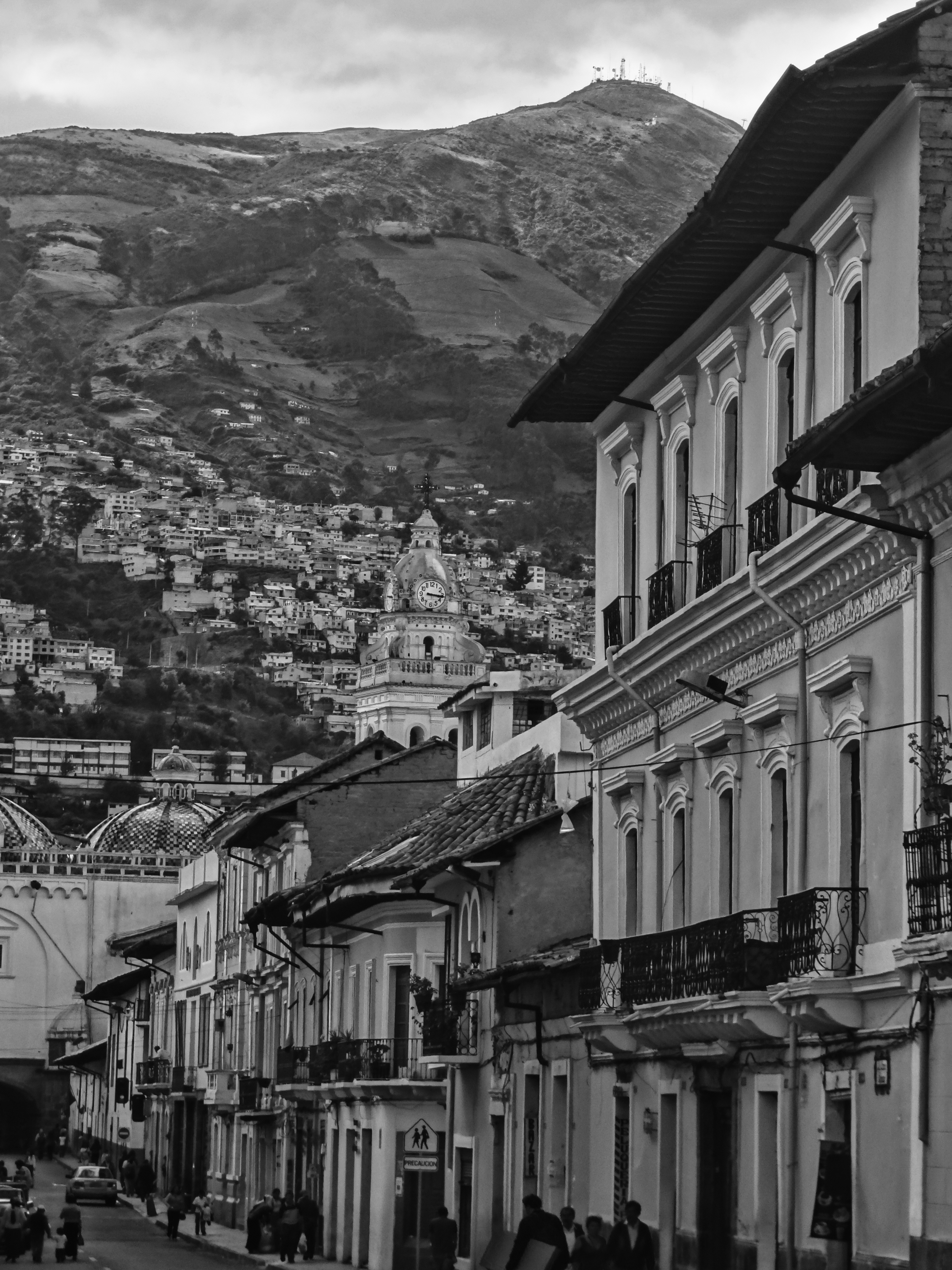
Pichincha

Pichincha é um pico da Cordilheira dos Andes localizado no Equador. Atinge os 4.776 m de altitude.